# Rajon Rosiwka
Der Rajon Rosiwka (ukrainisch Розівський район/Rosiwskyj rajon; russisch Розовский район/Rosowski rajon) war eine administrative Einheit in der Oblast Saporischschja im Südosten der Ukraine. Das Zentrum des Rajons war die Siedlung städtischen Typs Rosiwka.

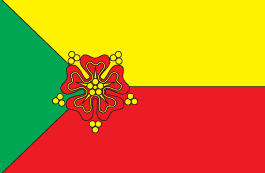
Flagge des Rajons

## Geographie
Der Rajon lag im Osten der Oblast Saporischschja, er grenzte im Norden an den Rajon Welyka Nowosilka (in der Oblast Donezk), im Nordosten an den Rajon Wolnowacha (Oblast Donezk), im Osten an den Rajon Nikolske (Oblast Donezk), im Süden an den Rajon Bilmak sowie im Nordwesten auf einem kurzen Abschnitt an den Rajon Huljajpole.
Durch das ehemalige Rajonsgebiet fließt der Fluss Kaltschyk (Кальчик) sowie der Karatysch (Каратиш), das Gebiet ist hügelig mit Höhenlagen zwischen 160 und 220 Metern (höchste Erhebung 228 Meter) und wird durch das Asowsche Hochland geprägt.

## Geschichte
Der Rajon entstand 1923 und bestand bis 1946, danach kam das Gebiet zum Rajon Kyjbyschewe und wurde am 26. Juni 1992 durch Ausgliederung aus dem Rajonsgebiet (heute Rajon Bilmak) wieder eigenständig.
Am 17. Juli 2020 kam es im Zuge einer großen Rajonsreform zum Anschluss des Rajonsgebietes an den Rajon Polohy.

## Administrative Gliederung
Auf kommunaler Ebene war der Rajon in eine Siedlungsratsgemeinde und 7 Landratsgemeinden unterteilt, denen jeweils einzelne Ortschaften untergeordnet waren.
Zum Verwaltungsgebiet gehörten:
- 1 Siedlung städtischen Typs
- 25 Dörfer
- 2 Ansiedlungen

### Siedlungen städtischen Typs
| Siedlungen städtischen Typs | Siedlungen städtischen Typs | Siedlungen städtischen Typs |
| Name                        | Name                        | Name                        |
| ukrainisch transkribiert    | ukrainisch                  | russisch                    |
| --------------------------- | --------------------------- | --------------------------- |
| Rosiwka                     | Розівка                     | Розовка (Rosowka)           |

### Dörfer und Siedlungen
| Dörfer                                | Dörfer                       | Dörfer                                                    | Dörfer            |
| Name                                  | Name                         | Name                                                      | Gemeindezuordnung |
| ukrainisch transkribiert              | ukrainisch                   | russisch                                                  | Gemeindezuordnung |
| ------------------------------------- | ---------------------------- | --------------------------------------------------------- | ----------------- |
| Antoniwka                             | Антонівка                    | Антоновка (Antonowka)                                     | Asow              |
| Bahatiwka                             | Багатівка                    | Богатовка (Bogatowka)                                     | Kusneziwka        |
| Bilowesch                             | Біловеж                      | Беловеж (Belowesch)                                       | Wyschnjuwate      |
| Forojs (bis 2016 Schowtnewe)          | Форойс (Жовтневе)            | Форойс (Forois)/Жовтневое (Schowtnewoje)                  | Solodkowodne      |
| Iwaniwka                              | Іванівка                     | Ивановка (Iwanowka)                                       | Solodkowodne      |
| Kobylne                               | Кобильне                     | Кобыльное (Kobylnoje)                                     | Solodkowodne      |
| Kusneziwka                            | Кузнецівка                   | Кузнецовка (Kusnezowka)                                   | Kusneziwka        |
| Luhanske                              | Луганське                    | Луганское (Luganskoje)                                    | Rosiwka           |
| Lystwjanka                            | Листвянка                    | Листвянка (Listwjanka)                                    | Wyschnjuwate      |
| Marynopil                             | Маринопіль                   | Маринополь (Marinopol)                                    | Nowoslatopil      |
| Nadijne                               | Надійне                      | Надийное (Nadijnoje)                                      | Nowoslatopil      |
| Nowhorod                              | Новгород                     | Новгород (Nowgorod)                                       | Sorja             |
| Nowodworiwka                          | Новодворівка                 | Новодворовка (Nowodworowka)                               | Nowomlyniwka      |
| Nowomlyniwka                          | Новомлинівка                 | Новомлиновка (Nowomlinowka)                               | Nowomlyniwka      |
| Nowoslatopil (bis 2016 Proletarskoje) | Новозлатопіль (Пролетарське) | Новозлатополь (Nowoslatopol)/Пролетарское (Proletarskoje) | Nowoslatopil      |
| Perschowtrawnewe                      | Першотравневе                | Першотравневое (Perschotrawnewoje)                        | Rosiwka           |
| Saporiske                             | Запорізьке                   | Запорожское (Saporoschskoje)                              | Solodkowodne      |
| Selenopil                             | Зеленопіль                   | Зеленополь (Selenopol)                                    | Nowoslatopil      |
| Solodkowodne                          | Солодководне                 | Сладководное (Sladkowodnoje)                              | Solodkowodne      |
| Sorja (bis 2016 Karla Libknechta)     | Зоря (Карла Лібкнехта)       | Заря (Sarja)/Карла Либкнехта (Karla Libknechta)           | Sorja             |
| Sorjane                               | Зоряне                       | Зоряное (Sorjanoje)                                       | Kusneziwka        |
| Swjatotrojizke (bis 2016 Uryzke)      | Святотроїцьке (Урицьке)      | Святотроицкое (Swjatotroizkoje)/Урицкое (Urizkoje)        | Sorja             |
| Werchiwka                             | Верхівка                     | Верховка (Werchowka)                                      | Solodkowodne      |
| Wilne                                 | Вільне                       | Вольное (Wolnoje)                                         | Wyschnjuwate      |
| Wyschnjuwate                          | Вишнювате                    | Вишневатое (Wischnewatoje)                                | Wyschnjuwate      |
| Siedlungen                            |                              |                                                           |                   |
| Asow                                  | Азов                         | Азов                                                      | Asow              |
| Myrne                                 | Мирне                        | Мирное (Mirnoje)                                          | Asow              |